# Dragoslav Mitrinović
Dragoslav S. Mitrinović (* 22. Juni 1908 in Smederevo; † 2. April 1995 in Belgrad) war ein serbischer Mathematiker, der sich mit Analysis und speziell Ungleichungen befasste.
Mitrinovic ging in Pristina und Vranje zur Schule und studierte Mathematik an der Universität Belgrad mit dem Abschluss 1932. Er wurde 1933 bei Mihailo Petrović in Belgrad promoviert mit einer Dissertation über Differentialgleichungen (Untersuchungen über eine wichtige Differentialgleichung erster Ordnung (Serbisch)). Danach war er Mathematiklehrer an höheren Schulen. Ab 1946 war er einige Zeit an der Universität Paris. Er veröffentlichte eine Reihe Arbeiten hauptsächlich über Differentialgleichungen und wurde Professor an der Universität in Skopje und Mitglied der Mazedonischen Akademie der Wissenschaften. 1951 bis zu seiner Emeritierung 1978 war er Professor an der Universität Belgrad, zunächst in der Fakultät für Elektrotechnik und ab 1953 als Leiter der mathematischen Abteilung.  1965 bis 1975 leitete er außerdem die  Abteilung Mathematik an der Universität Niš.
Er befasste sich vor allem mit Differentialgleichungen, Funktionalgleichungen, Komplexer Analysis, speziellen Funktionen und Ungleichungen.
Er gründete die Zeitschrift Publications of the Faculty of Electrical Engineering, Series: Mathematics and Physics und war im Herausgebergremium der Buchreihe Mathematics and its Applications bei Kluwer.
Er galt als sehr kommunikativ und war Gründer der serbischen wissenschaftlichen Gesellschaft und Präsident  der Gesellschaft der Mathematiker und Physiker von Mazedonien.

## Schriften
- Calculus of Residues, Groningen: Noordhoff 1966
- mit Petar Vasić: Analytic Inequalities, Springer 1970
- mit P. S. Bullen, Petar M. Vasič: Means and Inequalities, Reidel 1988
- mit Josip Pečarić, A. M. Fink: Classical and new inequalities in analysis, Kluwer 1993
- mit J. E. Pečarić, V. Volenec: Recent advances in geometric inequalities, Kluwer 1989
- mit J. E. Pečarić,  Arlington M. Fink:  Inequalities involving functions and their integrals and derivatives, Kluwer 1991
- mit  Jovan D. Kečkić: The Cauchy method of residues, 2 Bände, Kluwer 1984, 1993
- mit  Gradimir Milovanović; Th. M. Rassias: Topics in polynomials : extremal problems, inequalities, zeros, World Scientific 1994
- mit  József Sándor: Handbook of number theory, Band 1, Kluwer 1996 (in Zusammenarbeit mit  Borislav Crstici; der zweite Band ist von Sandor und Crstici)